# مايك هارتمان (رياضي)
مايك هارتمان (بالألمانية: Mike Hartmann)‏ (و. 1983  م) هو رياضي، ومتسابق دراجات نارية ألماني.